# Spion & Spion (Brettspiel)
Das Brettspiel Spion & Spion wurde 1986 von dem Spieleentwickler Alex Randolph entwickelt, von dem auch viele andere Gesellschaftsspiele wie beispielsweise Sagaland stammen. Spion & Spion sind dabei zwei gegeneinander kämpfende Spione, die durch ihr Erscheinen im Magazin MAD bekannt wurden. Ebenfalls bei Milton Bradley erschien 1986 ein anderes Spiel von Michael Gray unter dem Namen Spy vs Spy.
Die Spielanleitung zum Spion-&-Spion-Gesellschaftsspiel schrieb Herbert Feuerstein, der dafür 1987 mit der Essener Feder ausgezeichnet wurde. Charakteristisch für diese Anleitung ist der typische MAD-Humor. So wird darin beispielsweise angegeben, dass dieses Spiel auch mit 0 Spielern spielbar ist, wofür sogar ein eigener Spielplan mitgeliefert wird. Ansonsten kann man auch zu zweit und zu viert spielen. Beim Spiel zu viert spielen zwei Spieler zusammen gegen die beiden anderen.

## Spielweise
Ziel dieses Spieles ist es, das gegnerische Bazong zu stehlen und in die eigene Botschaft zu bringen. Der Begriff Bazong (kurz für Brennend aktuelles, zentrales Ober-National-Geheimnis) bezeichnet dabei eine fiktive Geheiminformation. Um dieses zu erreichen, hat jeder Spieler drei Spione zur Verfügung. Einer dieser Spione ist allerdings ein Doppelagent, der nach seiner Enttarnung von der Gegenseite eingesetzt werden kann. Das funktioniert so, dass jeder Spieler vor Spielbeginn eine Zahl von eins bis drei auf einen Zettel schreibt und diesen in einen Umschlag steckt. Zudem ist auf der Unterseite jeder Spion-Spielfigur eine Zahl angegeben, sodass der Spion, dessen Zahl zu der auf dem Zettel korrespondiert, der Doppelagent ist. Die Zahl eines gegnerischen Spions kann von einem Spieler mit Hilfe von Alfred E. Neumann oder einer Ereigniskarte eingesehen werden.
Die Spielfiguren werden bei diesem Spiel nicht durch Würfeln fortbewegt. Stattdessen kann man entweder ein Feld vorrücken oder eine Ereigniskarte (Passierscheine) ziehen. Dabei existieren unter anderem Ereigniskarten, um die Zahl auf einem gegnerischen Spion anzusehen, die Hilfe der grauen Spionin in Anspruch zu nehmen oder eine bestimmte Anzahl von Feldern mit einer seiner Spielfiguren vorzurücken, wobei abhängig von der Anzahl der Felder zwischen Fahrkarte, Flitzkarte und Düs-Karte unterschieden wird.